# 劉永坦
劉 永坦（りゅう えいたん、1936年12月1日 - ）は、中華人民共和国レーダー技術の専門家。南京市出身。中国工程院院士。第8、9、10、11回全国政治協商会議委員。

## 経歴
原籍は湖北省武漢市で、1936年12月1日に南京市に生まれた。1956年にハルビン工業大学電機系を卒業すると、清華大学の無線電系無線電技術学科に進学した。1959年に成都電訊工程学院二系微波技術と天線に入学した。
1979年1月に、中国で文化大革命後初の政府派遣留学生としてイギリスのバーミンガム大学とエセックス大学に留学。帰国後、1981年から母校ハルビン工業大学電子工程教研室の教壇に立ち、1985年から教授に嘱任され、1987年から無線電系系主任、電子研究所所長、研究生院院長等を歴任。2004年1月、中国科学院主席団、信息技術科学部副主任に就任。

## 栄典
- 1994年、中国工程院院士

## 受賞
- 1991年、国家科学技術進歩賞一等賞
- 1996年、国家科学技術進歩賞二等賞
- 2000年、何梁何利基金科学と技術進歩賞
- 2014年、国防科学技術進歩賞特等賞
- 2015年、国家科学技術進歩賞一等賞
- 2019年、国家最高科学技術賞[1]